# Feige 46
Désignations
Feige 46 est une étoile sous-naine chaude intermédiaire enrichie en hélium. Il s'agit du second membre de la classe des étoiles pulsantes de type V366 Aquarii (ou He-sdOBV). Feige 46 est très similaire au prototype de cette classe, LS IV−14116, non seulement en termes de propriétés pulsationnelles qu'en termes de propriétés atmosphériques et cinématiques.
D'après la mesure de sa parallaxe par le satellite Gaia, Feige 46 est distante d'environ ∼ 1 750 a.l. (∼ 537 pc) de la Terre.